# Alessandro Verde
Alessandro Verde (27 de março de 1865 - 29 de março de 1958) foi um cardeal católico romano, italiano e ex-arcipreste da Basílica de Santa Maria Maior.

## Início da vida
Ele nasceu em Sant'Antimo e foi educado no Seminário de Aversa, onde foi ordenado. Mais tarde, ele continuou seus estudos no Seminário Pontifical Romano de "S. Apollinare", onde recebeu doutorado em teologia em 1890 e um doutorado utroque iuris (em ambos canon civil e direito) 1893.
Ele trabalhou na Cúria Romana depois de seus estudos e trabalhou na Diocese de Roma. Ele serviu como um professor de civis direito na Pontifícia Roman Athenaeum "S. Apollinare" de 1896 até 1897. Ele foi criado Chamberlain Privado de Sua Santidade em 1897. Ele trabalhou como assessor da Congregação para a Evangelização dos Povos em 1897. Ele foi elevado ao nível de prelado Doméstico de Sua Santidade em 16 de janeiro de 1902. Ele foi nomeado Secretário da Congregação para as Causas dos Santos em 26 de junho de 1915.

## Cardeal
Ele foi criado Cardeal-Diácono de S. Maria em Cosmedin no consistório de 14 de dezembro de 1925 pelo Papa Pio XI. Ele optou pela ordem de cardeais sacerdotes e sua diáconha foi elevada pro hac vice em 1935. Ele participou do conclave de 1939 que elegeu o Papa Pio XII. Ele foi nomeado Arcipreste da Basílica de Santa Maria Maggiore. Quando Verde morreu, ele era tanto o mais velho cardeal vivo quanto o Cardeal protoprete como o membro mais antigo do Colégio (o que na verdade é uma ocorrência relativamente rara).
Ele morreu em 1958, dois dias após seu aniversário de 93 anos e está enterrado no túmulo de sua família em Sant'Antimo.